# أسامة حسني
أسامة حسني (18 يونيو 1982 -) هو لاعب كرة قدم مصري معتزل. حسنى هو أحد ناشئ الأهلي المصري والذي لعب لصالح فريقه الأول منذ 2003 وحتى 2011. واعلن اعتزال كرة القدم نهائيا في يوم 30/10/2014.

## مسيرته مع الأندية

### الأهلي
دخل أسامة للعب مع الفريق الأول للنادي الأهلي في الموسم 2003 / 2004 في مركز الهجوم بعد اجتيازه اختبارات ناشئي النادي. وكان قد انضم لناشئي النادي الأهلي قبل ذلك ب 7 سنوات تحديدا في الموسم 1996 / 1997. لعب مباراته الأولى أمام نادي الشمس في مسابقة كأس مصر يوم 1 مارس 2000 وانتهت بفوز الأهلي 4 / لا شيء 
يلقبه أقرانه في النادي الأهلي بالمنقذ لأنه على استعداد دائم وجاهز لإنقاذ الفريق في الأوقات الحاسمة.. فعند غياب الجميع يكون أسامه حاضراً بأهدافه الحاسمة.. عرفته الجماهير في المباريات الصغيرة وفي المباريات الحاسمة.. اجميع عشاق كرة القدم في مصر يذكرون نهائي كأس مصر أمام الإسماعيلي وهدفه في مرمى نصر حسين في الدقيقة الأخيرة.. وله هدفين في مرمى نادي الزمالك في نهائي بطولة كأس مصر عام 2007 مباراة تعتبر من أفضل مواجهات تاريخ الكرة المصرية، وهدفيه في مرمى أنيمبا النيجيري والتي اعادت الروح المعنوية إلى فريق الرجاء.. شهير في الشمال الأفريقي.. وجماهير الرجاء تعتبره مثال الروح الرياضية في كرة القدم.

### مصر المقاصة
انتقل لفريق مصر المقاصة في صيف 2011.

## مسيرته مع المنتخبات
في 23 أكتوبر 2007 لعب مع المنتخب العسكري الفائز ببطولة كأس العالم العسكرية المقامة في الهند. وأحرز لقب هداف البطولة مناصفة مع عبد الحميد بسيوني برصيد 6 أهداف لكل منهم.

## حياته الخاصة
أسامة حسني متزوج من كريمة محمود الخطيب رئيس النادي الأهلي.